# Borsbach
Borsbach (fränkisch: Boaschba) ist ein Gemeindeteil des Marktes Flachslanden im Landkreis Ansbach (Mittelfranken, Bayern). Borsbach liegt in der Gemarkung Kettenhöfstetten.

## Geografie
Durch das Dorf fließt der Borsbach, ein linker Zufluss der Fränkischen Rezat. Unmittelbar nördlich des Orts mündet der Weihergraben als rechter Zufluss in den Borsbach und im Ort mündet der Schafweihergraben als linker Zufluss in den Borsbach. Im Süden liegt der Forst Birkenfels, 0,5 km nordwestlich das Kellerholz.
Die Kreisstraße AN 21 führt nach Birkenfels (1,7 km südöstlich) bzw. nach Flachslanden zur Staatsstraße 2253 (1,3 km nordwestlich). Eine Gemeindeverbindungsstraße führt an der Rangenmühle vorbei nach Kellern ebenfalls zur Staatsstraße 2253 (1,5 km westlich). Eine weitere Gemeindeverbindungsstraße führt nach Kettenhöfstetten zur AN 17 (1,5 km nordöstlich).

## Geschichte
Der Ort wurde 1342 als „Porspach“ erstmals urkundlich erwähnt. Die Bedeutung des Ortsnamens ist unklar. E. Fechter fand in diesem das mittelhochdeutsche Wort bôr (Trotz, Empörung), das heißt, der Ortsname verweist auf ein Ereignis, das an dieser Stelle stattgefunden und Empörung hervorgerufen hatte. Ernst Förstemann geht von dem Personennamen Bôr aus, deshalb zum Bach des Bôr.
Im Jahre 1470 erwarb das Kloster Heilsbronn einen Hof und die Langwiese von Kraft von Vestenberg zu Rosenberg durch Tausch. Schließlich wurden noch zwei weitere Höfe heilsbronnisch. Im Dreißigjährigen Krieg wurde Borsbach zerstört und war für 20 Jahre völlig entvölkert.
Gegen Ende des 18. Jahrhunderts bildete Borsbach mit Rangenmühle eine Realgemeinde bestehend aus 22 Anwesen. Das Hochgericht übte das brandenburg-ansbachische Hofkastenamt Ansbach aus. Die Dorf- und Gemeindeherrschaft hatte das Vogtamt Birkenfels. Alle Anwesen hatten das Fürstentum Ansbach als Grundherrn (Vogtamt Birkenfels: 3 Halbhöfe, 2 Güter, 2 Gütlein, 3 Leerhäuser, Mühle; Vogtamt Flachslanden: 1 Hof, 3 Halbhöfe, 1 Gut, 2 Gütlein, 3 Leerhäuser, 1 Mühle). Neben diesen Anwesen gab es noch kommunale Gebäude (Hirtenhaus, Brechhaus).
Von 1797 bis 1808 unterstand der Ort dem Justiz- und Kammeramt Ansbach.
Im Rahmen des Gemeindeedikts wurde Borsbach dem 1808 gebildeten Steuerdistrikt Flachslanden und der 1811 gegründeten Ruralgemeinde Flachslanden zugeordnet. Am 24. August 1830 wurde Borsbach in die neu gebildete Gemeinde Kettenhöfstetten umgemeindet. Im Zuge der Gebietsreform in Bayern wurde diese am 1. Januar 1972 wieder in den Markt Flachslanden eingegliedert.

### Baudenkmäler
- Haus Nr. 1: ehemaliges markgräfliches Fischhaus, ein zweigeschossiger Bau des 18. Jahrhunderts mit profilierten Fensterrahmen, rustizierten Ecklisenen und Krüppelwalm[13]
- ehemalige Mühle[13]
- Scheune[13]

### Einwohnerentwicklung
| Jahr      | 001818 | 001840 | 001861 | 001871 | 001885 | 001900 | 001925 | 001950 | 001961 | 001970 | 001987 | 002011 | 002017 | 002022 |
| Einwohner | 125    | 111    | *136   | 129    | 126    | 93     | 113    | 162    | 123    | 107    | 106    | *86    | *81    | *79    |
| Häuser    | 26     | 26     |        |        | 29     | 26     | 23     | 24     | 25     |        | 28     |        |        |        |
| Quelle    | [ 15 ] | [ 16 ] | [ 17 ] | [ 18 ] | [ 19 ] | [ 20 ] | [ 21 ] | [ 22 ] | [ 23 ] | [ 24 ] | [ 25 ] |        |        | [ 1 ]  |

## Religion
Der Ort ist seit der Reformation evangelisch-lutherisch geprägt und bis heute nach St. Laurentius (Flachslanden) gepfarrt. Die Einwohner römisch-katholischer Konfession sind nach St. Dionysius (Virnsberg) gepfarrt.